# Lợn Sarda
Lợn Sarda hay Lợn Suino Sardo (Porcu Sardu ở Sardinia) là một giống lợn nhà có nguồn gốc từ Sardinia thuộc Địa Trung Hải, Ý. Giống lợn này được nuôi dưỡng chủ yếu ở các tỉnh Ogliastra và Nuoro, nhưng cũng có mặt ở Medio Campidano và Sassari và trong tiểu vùng Sarrabus-Gerrei. Giống Sarda đã được chính thức công nhận theo sắc lệnh của Bộ vào ngày 8 tháng 6 năm 2006 và trở thành giống lợn thứ sáu được công nhận bởi Bộ trưởng nông nghiệp và lâm nghiệp của Bộ Nông nghiệp Italia.

## Lịch sử
Mô tả chi tiết sớm nhất về những con lợn Sardinia được viết bởi Francesco Cetti vào năm 1774, trong cuốn Sardegna quad quadedi của ông. Cả mô tả và hình minh họa đi kèm đều có thể so sánh với lợn Sarda ngày nay và theo tiêu chuẩn giống hiện đại.
Quản lý lợn Sarda hầu như luôn được thả lỏng: những con lợn được phép thả tự do trong các khu vực rừng núi, thường bao gồm cả đất công cộng, nơi chúng ăn những quả sồi, hạt dẻ và rễ. Thức ăn bổ sung chỉ được cho vào mùa hè, khi nguồn thức ăn tự nhiên khan hiếm. Người chăn lợn huấn luyện những con lợn đến theo tiếng gọi của họ đến nơi ăn uống thông thường; thức ăn thường được đưa trực tiếp trên mặt đất hoặc ở bên đường.
Cuốn sách về giống lợn giống này được thành lập vào năm 2006 và được lưu giữ bởi Hiệp hội các nhà chăn nuôi lợn quốc gia Associazione Nazionale Allevatori Suini. Vào cuối năm 2012 đã có 575 con lợn giống này được đăng ký.